# Jordnattljus
Jordnattljus (Oenothera caespitosa) är en dunörtsväxtart. Jordnattljus ingår i släktet nattljussläktet, och familjen dunörtsväxter.

## Underarter
Arten delas in i följande underarter:
- O. c. caespitosa
- O. c. crinita
- O. c. macroglottis
- O. c. marginata
- O. c. navajoensis
- O. c. stellae